# حمام قدیمی امزاجرد
سفره خانه سنتی تاریخی حاج مصطفی 
حمام قدیمی امزاجرد مربوط به سدهٔ ۱۴ ه‍.ق است و در شهرستان همدان، بخش مرکزی، دهستان هگمتانه، روستای امزاجرد واقع شده و این اثر در تاریخ ۲۳ بهمن ۱۳۸۵ با شمارهٔ ثبت ۱۷۱۴۵ به‌عنوان یکی از آثار ملی ایران به ثبت رسیده است.این حمام با سرمایه گذاری بخش خصوصی توسط حاج مصطفی خرم روی مرمت ،بازسازی و تبدیل به سفره خانه سنتی شده است